# Аксуат (Аксуатский район)
Аксуа́т (каз. Ақсуат) — село, административный центр Аксуатского района Абайской области Казахстана. Административный центр и единственный населённый пункт Аксуатского сельского округа. Код КАТО — 635830100.

## География
Расположено на реке Карабуга, на юго-западе Зайсанской котловины, в 350 км к югу от города Усть-Каменогорск. Ближайшая железнодорожная станция — Жангизтобе (в 295 км). Через Аксуат проходит автодорога дорога Аягоз — Кокпекты — Кордай — Жангизтобе.

## История
Основано в 1929 году.

## Население
В 1999 году население села составляло 7503 человека (3790 мужчин и 3713 женщин). По данным переписи 2009 года в селе проживало 6126 человек (3025 мужчин и 3101 женщина).
На начало 2019 года, население села составило 4549 человек (2230 мужчин и 2319 женщин).